# Tell City
La ville de Tell City est le siège du comté de Perry, dans l’État de l’Indiana, aux États-Unis. Lors du recensement de 2010, elle comptait 7 272 habitants.

## Source
- (en) Cet article est partiellement ou en totalité issu de l’article de Wikipédia en anglais intitulé « Tell City, Indiana » (voir la liste des auteurs).